# Cicinnurus
Cicinnurus är ett fågelsläkte i familjen paradisfåglar inom ordningen tättingar. Släktet omfattar vanligen enbart kungsparadisfågeln (C. regius), medan exempelvis Birdlife International även inkluderar de båda arterna i Diphyllodes i släktet.